# Fungulus cinereus
Fungulus cinereus är en sjöpungsart som beskrevs av Herfman 1880. Fungulus cinereus ingår i släktet Fungulus och familjen kulsjöpungar.
Artens utbredningsområde är Södra Ishavet. Inga underarter finns listade i Catalogue of Life.